# Mats Wilander
Mats Wilander (ur. 22 sierpnia 1964 w Växjö) – szwedzki tenisista i trener tenisa, zwycięzca siedmiu turniejów wielkoszlemowych w grze pojedynczej i jednego w grze podwójnej, lider rankingu singlowego, zdobywca Pucharu Davisa.

## Kariera tenisowa
Startując jeszcze w gronie juniorów Wilander zwyciężył w 1981 roku w Rolandzie Garrosie.
Jako zawodowy tenisista startował w latach 1981–1996. Był czołowym zawodnikiem świata w drugiej połowie lat 80., zwyciężając w 33 turniejach rangi ATP World Tour w grze pojedynczej, w tym 7 wielkoszlemowych.
W 1982 roku wygrał po raz pierwszy zawody wielkoszlemowe, turniej Rolanda Garrosa, po pokonaniu w finale Guillermo Vilasa; miał wtedy 17 lat i 9 miesięcy i był najmłodszym triumfatorem wielkoszlemowym w historii; wynik ten wkrótce poprawili Boris Becker i Michael Chang. Triumfował także na kortach Rolanda Garrosa w 1985 roku i 1988 roku, a w 1983 roku i 1987 roku dochodził do finału. Trzykrotnie triumfował w Australian Open (1983, 1984 – turnieje rozgrywane w grudniu; 1988), a w 1985 roku (grudzień) przegrał w finale. W 1984 roku grał także w przegranym finale gry podwójnej. Wilander odniósł także zwycięstwo na US Open, 1988 roku. Ponadto osiągał finał singla w Nowym Jorku w 1987 roku i finał debla w 1985 roku. Jedyny tytuł wielkoszlemowy w deblu zdobył w 1986 roku na Wimbledonie, a jego partnerem był Joakim Nyström.
Wielokrotnie tenisista szwedzki kwalifikował się do zawodów Masters Grand Prix, awansując w 1987 roku do finału gry pojedynczej. W 1986 roku był uczestnikiem razem z Joakimem Nyströmem finału gry podwójnej.
W 1988 roku, po zwycięskim finale US Open nad Ivanem Lendlem, awansował na 1. pozycję w rankingu singlowym. Łącznie na szczycie listy znajdował się przez 20 tygodni.
W latach 1981–1990 reprezentował Szwecję w Pucharze Davisa i trzykrotnie zdobywał to trofeum – w 1984, 1985, 1987 roku.
Bierze także aktywny udział w rozgrywkach weteranów, odnosząc kolejne sukcesy.
W 2002 roku został wpisany do Międzynarodowej Tenisowej Galerii Sławy.

### Finały w turniejach ATP World Tour
| Legenda                                      |
| -------------------------------------------- |
| Wielki Szlem                                 |
| Igrzyska olimpijskie                         |
| Tennis Masters Cup / ATP Finals              |
| ATP Masters Series / ATP Tour Masters 1000   |
| ATP International Series Gold / ATP Tour 500 |
| ATP International Series / ATP Tour 250      |

#### Gra pojedyncza (33–25)
| Końcowy wynik | Nr  | Data                 | Turniej                    | Nawierzchnia    | Przeciwnik        | Wynik finału            |
| ------------- | --- | -------------------- | -------------------------- | --------------- | ----------------- | ----------------------- |
| Finalista     | 1.  | 8 marca 1982         | Bruksela                   | Twarda (hala)   | Vitas Gerulaitis  | 6:4, 6:7, 2:6           |
| Zwycięzca     | 1.  | 24 maja 1982         | French Open, Paryż         | Ceglana         | Guillermo Vilas   | 1:6, 7:6, 6:0, 6:4      |
| Zwycięzca     | 2.  | 12 lipca 1982        | Båstad                     | Ceglana         | Henrik Sundström  | 6:4, 6:4                |
| Zwycięzca     | 3.  | 26 września 1982     | Genewa                     | Ceglana         | Tomáš Šmíd        | 7:5, 4:6, 6:4           |
| Zwycięzca     | 4.  | 10 października 1982 | Barcelona                  | Ceglana         | Guillermo Vilas   | 6:3, 6:4, 6:3           |
| Finalista     | 2.  | 17 października 1982 | Bazylea                    | Twarda (hala)   | Yannick Noah      | 4:6, 2:6, 3:6           |
| Finalista     | 3.  | 7 listopada 1982     | Sztokholm                  | Twarda (hala)   | Henri Leconte     | 6:7, 3:6                |
| Finalista     | 4.  | 30 stycznia 1983     | Guarujá                    | Twarda          | José Luis Clerc   | 6:3, 5:7, 1:6           |
| Zwycięzca     | 5.  | 3 kwietnia 1983      | Monte Carlo                | Ceglana         | Mel Purcell       | 6:1, 6:2, 6:3           |
| Zwycięzca     | 6.  | 10 kwietnia 1983     | Lizbona                    | Ceglana         | Yannick Noah      | 2:6, 7:6, 6:3           |
| Zwycięzca     | 7.  | 17 kwietnia 1983     | Aix-en-Provence            | Ceglana         | Sergio Casal      | 6:3, 6:2                |
| Finalista     | 5.  | 23 maja 1983         | French Open, Paryż         | Ceglana         | Yannick Noah      | 2:6, 5:7, 6:7           |
| Zwycięzca     | 8.  | 11 lipca 1983        | Båstad                     | Ceglana         | Anders Järryd     | 6:1, 6:2                |
| Zwycięzca     | 9.  | 15 sierpnia 1983     | Cincinnati                 | Twarda          | John McEnroe      | 6:4, 6:4                |
| Zwycięzca     | 10. | 25 września 1983     | Genewa                     | Ceglana         | Henrik Sundström  | 3:6, 6:1, 6:3           |
| Zwycięzca     | 11. | 9 października 1983  | Barcelona                  | Ceglana         | Guillermo Vilas   | 6:0, 6:3, 6:1           |
| Zwycięzca     | 12. | 6 listopada 1983     | Sztokholm                  | Twarda (hala)   | Tomáš Šmíd        | 6:1, 7:5                |
| Zwycięzca     | 13. | 28 listopada 1983    | Australian Open, Melbourne | Trawiasta       | Ivan Lendl        | 6:1, 6:4, 6:4           |
| Finalista     | 6.  | 19 marca 1984        | Mediolan                   | Dywanowa (hala) | Stefan Edberg     | 4:6, 2:6                |
| Finalista     | 7.  | 16 kwietnia 1984     | Monte Carlo                | Ceglana         | Henrik Sundström  | 3:6, 5:7, 2:6           |
| Zwycięzca     | 14. | 26 sierpnia 1984     | Cincinnati                 | Twarda          | Anders Järryd     | 7:6, 6:3                |
| Zwycięzca     | 15. | 7 października 1984  | Barcelona                  | Ceglana         | Joakim Nyström    | 7:6, 6:4, 0:6, 6:2      |
| Finalista     | 8.  | 5 listopada 1984     | Sztokholm                  | Twarda (hala)   | John McEnroe      | 2:6, 6:3, 2:6           |
| Zwycięzca     | 16. | 26 listopada 1984    | Australian Open, Melbourne | Trawiasta       | Kevin Curren      | 6:7, 6:4, 7:6, 6:2      |
| Finalista     | 9.  | 17 marca 1985        | Bruksela                   | Dywanowa (hala) | Anders Järryd     | 4:6, 6:3, 5:7           |
| Finalista     | 10. | 7 kwietnia 1985      | Monte Carlo                | Ceglana         | Ivan Lendl        | 1:6, 3:6, 6:4, 4:6      |
| Zwycięzca     | 17. | 9 czerwca 1985       | French Open, Paryż         | Ceglana         | Ivan Lendl        | 3:6, 6:4, 6:2, 6:2      |
| Zwycięzca     | 18. | 14 lipca 1985        | Boston                     | Ceglana         | Martín Jaite      | 6:2, 6:4                |
| Zwycięzca     | 19. | 21 lipca 1985        | Båstad                     | Ceglana         | Stefan Edberg     | 6:1, 6:0                |
| Finalista     | 11. | 25 sierpnia 1985     | Cincinnati                 | Twarda          | Boris Becker      | 4:6, 2:6                |
| Finalista     | 12. | 22 września 1985     | Genewa                     | Ceglana         | Tomáš Šmíd        | 4:6, 4:6                |
| Finalista     | 13. | 29 września 1985     | Barcelona                  | Ceglana         | Thierry Tulasne   | 6:0, 2:6, 6:3, 4:6, 0:6 |
| Finalista     | 14. | 27 października 1985 | Tokio                      | Dywanowa (hala) | Ivan Lendl        | 0:6, 4:6                |
| Finalista     | 15. | 8 grudnia 1985       | Australian Open, Melbourne | Trawiasta       | Stefan Edberg     | 4:6, 3:6, 3:6           |
| Finalista     | 16. | 23 lutego 1986       | Boca West                  | Twarda          | Ivan Lendl        | 6:3, 1:6, 6:7, 4:6      |
| Zwycięzca     | 20. | 23 marca 1986        | Bruksela                   | Dywanowa (hala) | Broderick Dyke    | 6:2, 6:3                |
| Finalista     | 17. | 27 lipca 1986        | Båstad                     | Ceglana         | Emilio Sánchez    | 6:7, 6:4, 4:6           |
| Zwycięzca     | 21. | 24 sierpnia 1986     | Cincinnati                 | Twarda          | Jimmy Connors     | 6:4, 6:1                |
| Finalista     | 18. | 9 listopada 1986     | Sztokholm                  | Twarda (hala)   | Stefan Edberg     | 2:6, 1:6, 1:6           |
| Zwycięzca     | 22. | 29 marca 1987        | Bruksela                   | Dywanowa (hala) | John McEnroe      | 6:3, 6:4                |
| Zwycięzca     | 23. | 26 kwietnia 1987     | Monte Carlo                | Ceglana         | Jimmy Arias       | 4:6, 7:5, 6:1, 6:3      |
| Zwycięzca     | 24. | 17 maja 1987         | Rzym                       | Ceglana         | Martín Jaite      | 6:3, 6:4, 6:4           |
| Finalista     | 19. | 7 czerwca 1987       | French Open, Paryż         | Ceglana         | Ivan Lendl        | 5:7, 2:6, 6:3, 6:7      |
| Zwycięzca     | 25. | 12 lipca 1987        | Boston                     | Ceglana         | Kent Carlsson     | 7:6, 6:1                |
| Zwycięzca     | 26. | 19 lipca 1987        | Indianapolis               | Ceglana         | Kent Carlsson     | 7:5, 6:3                |
| Finalista     | 20. | 13 września 1987     | US Open, Nowy Jork         | Twarda          | Ivan Lendl        | 7:6, 0:6, 6:7, 4:6      |
| Finalista     | 21. | 27 września 1987     | Barcelona                  | Ceglana         | Martín Jaite      | 6:7, 4:6, 6:4, 6:0, 4:6 |
| Finalista     | 22. | 4 grudnia 1987       | Nowy Jork                  | Dywanowa (hala) | Ivan Lendl        | 2:6, 2:6, 3:6           |
| Zwycięzca     | 27. | 24 stycznia 1988     | Australian Open, Melbourne | Twarda          | Pat Cash          | 6:3, 6:7, 3:6, 6:1, 8:6 |
| Zwycięzca     | 28. | 27 marca 1988        | Key Biscayne               | Twarda          | Jimmy Connors     | 6:4, 4:6, 6:4, 6:4      |
| Zwycięzca     | 29. | 5 czerwca 1988       | French Open, Paryż         | Ceglana         | Henri Leconte     | 7:5, 6:2, 6:1           |
| Zwycięzca     | 30. | 21 sierpnia 1988     | Cincinnati                 | Twarda          | Stefan Edberg     | 3:6, 7:6, 7:6           |
| Zwycięzca     | 31. | 11 września 1988     | US Open, Nowy Jork         | Twarda          | Ivan Lendl        | 6:4, 4:6, 6:3, 5:7, 6:4 |
| Zwycięzca     | 32. | 2 października 1988  | Palermo                    | Ceglana         | Kent Carlsson     | 6:1, 3:6, 6:4           |
| Finalista     | 23. | 16 lipca 1989        | Boston                     | Ceglana         | Andrés Gómez      | 1:6, 4:6                |
| Finalista     | 24. | 21 października 1990 | Lyon                       | Dywanowa (hala) | Marc Rosset       | 3:6, 2:6                |
| Zwycięzca     | 33. | 11 listopada 1990    | Itaparica                  | Twarda          | Marcelo Filippini | 6:1, 6:2                |
| Finalista     | 25. | 12 maja 1996         | Pinehurst                  | Ceglana         | Fernando Meligeni | 4:6, 2:6                |

#### Gra podwójna (7–11)
| Końcowy wynik | Nr  | Data                 | Turniej                    | Nawierzchnia    | Partner           | Przeciwnicy                        | Wynik finału            |
| ------------- | --- | -------------------- | -------------------------- | --------------- | ----------------- | ---------------------------------- | ----------------------- |
| Finalista     | 1.  | 18 lipca 1982        | Båstad                     | Ceglana         | Joakim Nyström    | Anders Järryd Hans Simonsson       | 6:0, 3:6, 6:7           |
| Finalista     | 2.  | 7 marca 1983         | Bruksela                   | Dywanowa (hala) | Hans Simonsson    | Heinz Günthardt Balázs Taróczy     | 2:6, 4:6                |
| Zwycięzca     | 1.  | 17 lipca 1983        | Båstad                     | Ceglana         | Joakim Nyström    | Anders Järryd Hans Simonsson       | 1:6, 7:6, 7:6           |
| Finalista     | 3.  | 25 września 1983     | Genewa                     | Ceglana         | Joakim Nyström    | Stanislav Birner Blaine Willenborg | 1:6, 6:2, 3:6           |
| Finalista     | 4.  | 22 kwietnia 1984     | Monte Carlo                | Ceglana         | Jan Gunnarsson    | Mark Edmondson Sherwood Stewart    | 2:6, 1:6                |
| Zwycięzca     | 2.  | 23 września 1984     | Genewa                     | Ceglana         | Michael Mortensen | Libor Pimek Tomáš Šmíd             | 6:1, 3:6, 7:5           |
| Finalista     | 5.  | 9 grudnia 1984       | Australian Open, Melbourne | Trawiasta       | Joakim Nyström    | Mark Edmondson Sherwood Stewart    | 2:6, 2:6, 5:7           |
| Zwycięzca     | 3.  | 27 stycznia 1985     | Filadelfia                 | Dywanowa (hala) | Joakim Nyström    | Wojciech Fibak Sandy Mayer         | 3:6, 6:2, 6:2           |
| Zwycięzca     | 4.  | 19 maja 1985         | Rzym                       | Ceglana         | Anders Järryd     | Ken Flach Robert Seguso            | 4:6, 6:3, 6:2           |
| Finalista     | 6.  | 25 sierpnia 1985     | Cincinnati                 | Twarda          | Joakim Nyström    | Stefan Edberg Anders Järryd        | 6:4, 2:6, 3:6           |
| Finalista     | 7.  | 20 stycznia 1986     | Nowy Jork                  | Dywanowa (hala) | Joakim Nyström    | Stefan Edberg Anders Järryd        | 1:6, 6:7                |
| Finalista     | 8.  | 27 kwietnia 1986     | Monte Carlo                | Ceglana         | Joakim Nyström    | Guy Forget Yannick Noah            | 4:6, 6:3, 4:6           |
| Zwycięzca     | 5.  | 6 lipca 1986         | Wimbledon, Londyn          | Trawiasta       | Joakim Nyström    | Gary Donnelly Peter Fleming        | 7:6, 6:3, 6:3           |
| Finalista     | 9.  | 7 września 1986      | US Open, Nowy Jork         | Twarda          | Joakim Nyström    | Andrés Gómez Slobodan Živojinović  | 6:4, 3:6, 3:6, 6:4, 3:6 |
| Finalista     | 10. | 12 lipca 1987        | Boston                     | Ceglana         | Joakim Nyström    | Hans Gildemeister Andrés Gómez     | 6:7, 6:3, 1:6           |
| Finalista     | 11. | 19 lipca 1987        | Indianapolis               | Ceglana         | Joakim Nyström    | Laurie Warder Blaine Willenborg    | 0:6, 3:6                |
| Zwycięzca     | 6.  | 7 sierpnia 1994      | Praga                      | Ceglana         | Karel Nováček     | Tomáš Krupa Pavel Vízner           | walkower                |
| Zwycięzca     | 7.  | 30 października 1994 | Santiago                   | Ceglana         | Karel Nováček     | Tomás Carbonell Francisco Roig     | 4:6, 7:6, 7:6           |

### Starty wielkoszlemowe (gra pojedyncza)
| Turniej         | 1981 | 1982 | 1983 | 1984 | 1985 | 1986 | 1987 | 1988 | 1989 | 1990 | 1991 | 1992 | 1993 | 1994 | 1995 | 1996 | Wygrane turnieje | Bilans w turnieju |
| --------------- | ---- | ---- | ---- | ---- | ---- | ---- | ---- | ---- | ---- | ---- | ---- | ---- | ---- | ---- | ---- | ---- | ---------------- | ----------------- |
| Australian Open | 1R   | –    | W    | W    | F    | –    | –    | W    | 2R   | SF   | 4R   | –    | –    | 4R   | 1R   | –    | 3 / 10           | 36–7              |
| French Open     | –    | W    | F    | SF   | W    | 3R   | F    | W    | QF   | –    | 2R   | –    | –    | 1R   | 2R   | 2R   | 3 / 12           | 47–9              |
| Wimbledon       | 3R   | 4R   | 3R   | 2R   | 1R   | 4R   | QF   | QF   | QF   | –    | –    | –    | –    | –    | 3R   | –    | 0 / 10           | 25–10             |
| US Open         | –    | 4R   | QF   | QF   | SF   | 4R   | F    | W    | 2R   | 1R   | –    | –    | 3R   | 1R   | 2R   | –    | 1 / 12           | 36–11             |
| Bilans spotkań  | 2–2  | 13–2 | 18–3 | 16–3 | 17–3 | 8–3  | 16–3 | 25–1 | 10–4 | 5–2  | 4–2  | 0–0  | 2–1  | 3–3  | 4–4  | 1–1  | N/A              | 144–37            |

Legenda
     W, wygrał turniej
     F, przegrał w finale
     SF, przegrał w półfinale
     QF, przegrał w ćwierćfinale
     4R, 3R, 2R, 1R przegrał w IV, III, II, I rundzie
     –, nie startował w turnieju głównym

## Kariera trenerska
Na początku XXI wieku Wilander pracował jako trener Marata Safina. Od lipca 2007 do końca sezonu 2007 był szkoleniowcem Tatiany Golovin. Kolejnym podopiecznym Szweda był Paul-Henri Mathieu. W marcu 2016 podjął pracę z Madison Keys, jednak po 8 dniach ich współpraca się zakończyła.

## Inne informacje
Od wielu lat pracuje jako komentator i ekspert tenisa dla Eurosportu; wspólnie z Barbarą Schett prowadzi tam program Gem, Schett, Mats.